# Volkswagen Viloran
La Volkswagen Viloran (cinese: 大众威然; pinyin: Dàzhòng Wēirán) è un'autovettura prodotta della casa automobilistica Volkswagen dal 2020 e destinata principalmente al mercato cinese. È il veicolo più grande costruito sotto la piattaforma MQB.

## Contesto

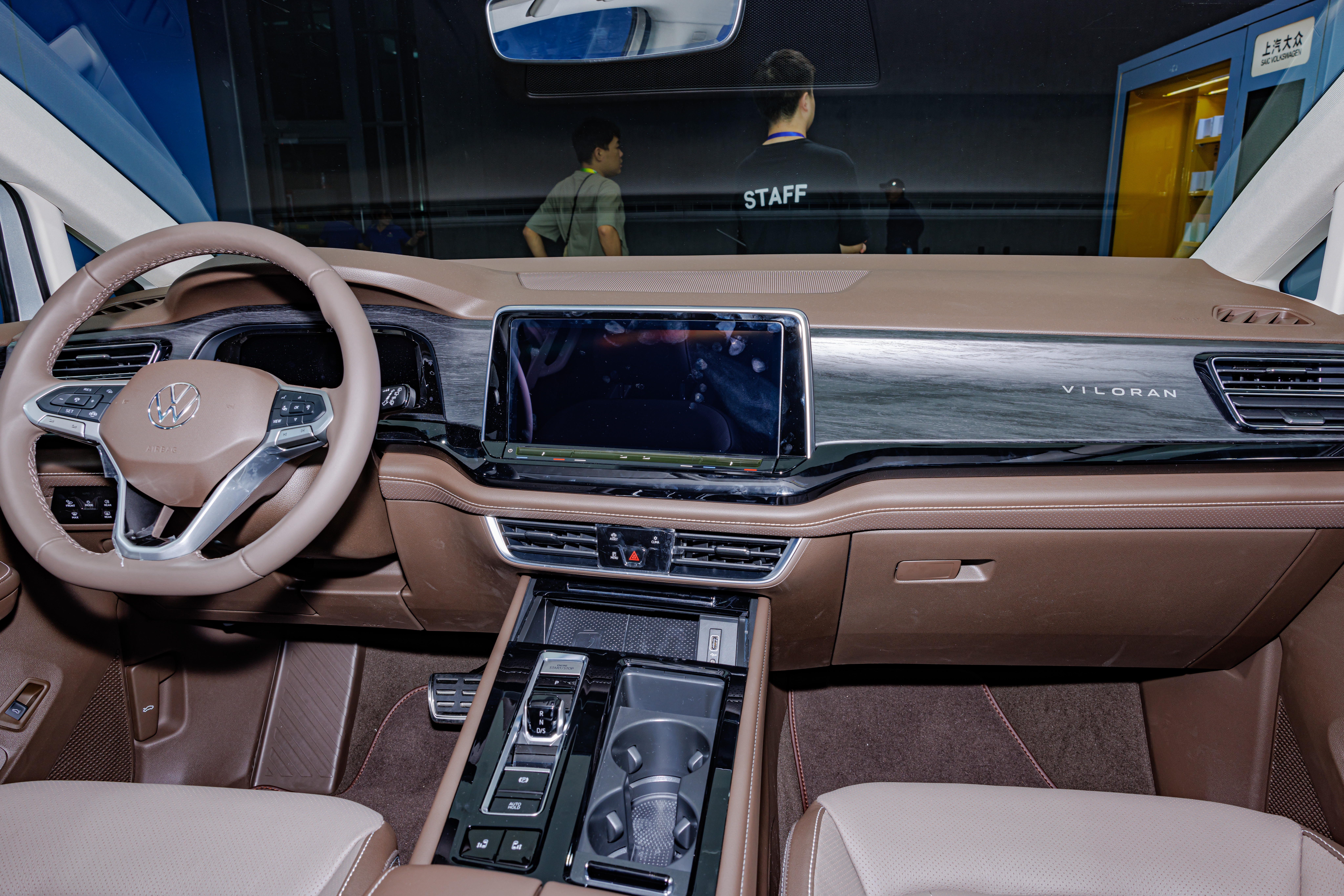
Interni

L'auto è stata presentata al Salone dell'Auto di Guangzhou 2019, con le vendite iniziate in Cina nell'aprile 2020. 
È mossa da un motore a benzina turbo da 2,0 litri, offerto in due livelli di potenza da 186 CV e 220 CV. La trazione è anteriore e la coppia viene scaricata a terra attraverso un cambio automatico DSG a 7 velocità.
Viloran è attualmente venduto in livelli di allestimento conosciuti come 330TSI Deluxe, 330TSI Business, 380TSI Premium e 380TSI Ultimate